# Арманд Басмаджиян
Арманд Степан Басмаджиян е български писател и преводач от арменски и руски.

## Биография
Арманд Басмаджиян е роден в София в арменско семейство. Родът му по бащина линия произхожда от Сивас и Одрин, а по майчина линия е от разрушения днес град Ани в Западна Армения. Вероятно и затова темите в авторските му книги и преводи са основно свързани с историята и културата на Средновековна Армения.
Басмаджиян завършва е висше образование в Софийския университет „Климент Охридски“ със специалност „Български език и литература“ и втора специалност „Руски език“ (1976) във Факултета по славянски филологии. От 1968 година работи в Националната библиотека „Кирил и Методий“ като библиотекар, завеждащ отдел „Културно-масова работа“ и експерт изложби и културни дейности във „Връзки с обществеността и библиотечна координация“. Арманд Организатор е на над 1200 изложби, литературни вечери и концерти в библиотеката. Заедно със съпругата си художник и сопрано в Арменската църква в София – Мари Басмаджиян е организирал 10 изложби и концерти с нейни изпълнения и картини по арменски средновековни миниатюри в различни галерии и културни центрове в София и страната.
Арманд Басмаджиян умира на 25 април 2016 година в София.

## Литературна дейност
Арманд Басмаджиян превежда от руски и книгите на Филип Незнански „Насочен взрив“ (1998) и на Иля Стогов „Мачо не плачат“ (2006). С помощта на Министерството на културата превежда и издава на български книгите на Кеворк Емин „Седем песни за Армения“ (2005) и на професор Кнарик Тер-Давтян „Арменски жития и мартиролози“ (2008 – 2012).
Басмаджиян е автор на книгите „Арменска литература V-ХVІІІ век. История и христоматия“ (2001), „Духът на Армения“ (издадена с помощта на Министерството на културата, 2004) и „Давид Сасунски“ (издадена с помощта на Посолството на Армения в България, 2010). Преводач е на отпечатаната от Военното издателство в София книга на Вахагън Кърбекян „Арменците в Руско-турската война 1877-1878 г.“ (2010). За работата си над последните две книги е награден със Златен медал на Министерството на културата на Армения (2010). Автор е на детската книжка за оцветяване „Приказките на дядо“ и на книгата „Арменската църква“. Превежда и преразказва „100 арменски народни приказки“, сборника „Преводачите“ (Страната Наири) с арменска поезия от Средновековието до ХХ век в превод на български език от известни арменски и български писатели и поети и „Карастан – едно пътуване сред спомени и книги“.